# جين بيتس (ممثلة)
جين بيتس (بالإنجليزية: Jeanne Bates) هي ممثلة أمريكية، ولدت في 21 مايو 1918 في بيركيلي في الولايات المتحدة، وتوفيت في 28 نوفمبر 2007 في وودلاند هيلز، كاليفورنيا في الولايات المتحدة بسبب سرطان الثدي.

## أعمال

### أفلام
- (1951) موت بائع متجول
- (1977) رأس ممحاة
- (1990) موت قاسي 2[5][6][7]
- (2001) طريق مولهولاند[8][9]

## وصلات خارجية
- جين بيتس على موقع IMDb (الإنجليزية)
- جين بيتس على موقع ألو سيني (الفرنسية)
- جين بيتس على موقع أول موفي (الإنجليزية)
- جين بيتس على موقع قاعدة بيانات برودواي على الإنترنت (الإنجليزية)
- جين بيتس على موقع قاعدة بيانات الأفلام السويدية (السويدية)
- جين بيتس على موقع قاعدة بيانات الفيلم (الإنجليزية)